# Społeczeństwo polityczne
Społeczeństwo polityczne to sfera politycznej aktywności jednostek, w ramach której kształtowane są relacje (wzajemny wpływ) pomiędzy obywatelami oraz rządem, zarówno centralnym jak i lokalnym (samorządem). Koncepcja ta stanowiła istotny element nowoczesnych analiz społeczno-politycznych, czego głównymi przedstawicielami byli Alexis de Tocqueville (O demokracji w Ameryce) oraz Karol Marks (Przyczynek do krytyki heglowskiej filozofii prawa).
Współcześnie termin ten został wyparty przez ponowoczesną koncepcję społeczeństwa obywatelskiego.